# ルッカ・エ・ピオンビーノ公国

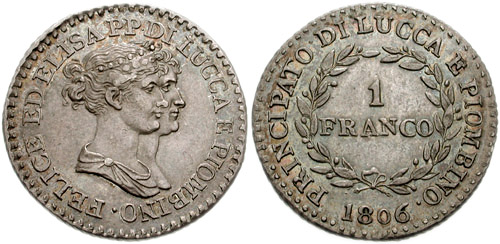
ルッカ・エ・ピオンビーノ公国: フラン (1806年)

ルッカおよびピオンビーノ公国
Principato di Lucca e Piombino (イタリア語)

ルッカ・エ・ピオンビーノ公国の地図（橙色の地域）

ルッカおよびピオンビーノ公国（ルッカおよびピオンビーノこうこく、イタリア語: Principato di Lucca e Piombino）は、1805年から1814年まで、現在のイタリア・トスカーナ州に存在した国家である。ナポレオン・ボナパルトの妹エリザ・ボナパルトとフェリーチェ・バチョッキに分け与えられた「ルッカおよびピオンビーノ公」（この公の意味はフランス皇帝に対する親王、プリンス）により、ルッカ元老院の要求として1805年6月23日に創設された。